# Caenolestes caniventer
Caenolestes caniventer es una especie de mamífero marsupial paucituberculado de la familia Caenolestidae endémico de los bosques del suroeste de Ecuador y noroeste de Perú. No se conocen subespecies.